# Dat weet ik zelf niet
Dat weet ik zelf niet is het boekenweekgeschenk van 1959, geschreven door Hella Haasse. Het verscheen ter gelegenheid van de 24e Boekenweek, als een verzameling essays met de ondertitel ‘Jonge mensen in boek en verhaal.’

## Voorwoord
Hella Haasse had in 1958 lezingen gegeven over het latere Boekenweekthema. Deze waren zo interessant gebleken, dat zij de opdracht kreeg er een boekenweekgeschenk over te schrijven in de vorm van een essay. De commissie voor de Collectieve Propaganda van het Nederlandse boek overwoog in haar voorwoord twee zaken.
- De jonge mens in boek en verhaal geeft een weerslag van diens positie in de beschreven maatschappij door de eeuwen heen.
- Bovendien is de jonge mens iemand, die elke volwassene ooit is geweest.

## Inhoud
De schrijfster opent met een opmerkelijke zin:
Nooit is de jeugd zozeer een probleem geweest als in onze tijd.
Hella Haasse beschrijft dat dit verschijnsel voortkomt uit de in 1959 sterk veranderende samenleving. Kinderen kunnen er niet langer van uitgaan dat hun belevingswereld dezelfde zal zijn als die van hun ouders, als zij decennia later zelf volwassen zijn.
Vanuit de klassieke oudheid loopt ze in een aantal hoofdstukken door naar haar eigen tijd. Daarbij komen vrijwel alle grote schrijvers uit de wereldgeschiedenis en later ook veel Nederlandse schrijvers aan bod. Het boek bevat 11 illustraties, onder andere van beroemde schilders zoals Vincent van Gogh en Pablo Picasso. De titel is ontleend aan een afgedrukte foto van Joan van der Keuken.
Waar vroeger kinderen beschouwd werden als kleine volwassenen, komt er de laatste eeuwen een tussenvorm om de hoek kijken, de puber. Het laatste hoofdstuk draagt dezelfde titel van het boek. Het beschrijft de moeilijke weg van de puber om volwassen te worden in zijn moderne tijd. Hella Haasse trekt het volwassen worden iets breder en vraagt zich op de laatste pagina af:
Hoe moet jij een mens worden?
Het fictieve personage Frits van Egters uit De Avonden van Gerard Reve krijgt van haar hieromtrent het laatste woord.

## Voetnoot
1. ↑  Onduidelijk is of dit onderschrift op pagina 73 overeenkomt met “Johan van der Keuken”. Gaarne hulp vanuit Wikipedia.